# Павлов, Николай Васильевич (ботаник)
Никола́й Васи́льевич Па́влов (11 [23] мая 1893 — 27 апреля 1971) — советский ботаник, специалист в области систематики и ботанической географии, академик Академии наук Казахской ССР. Заслуженный деятель науки Казахской ССР, лауреат Сталинской премии (1948).

## Биография
Родился 11 (23) мая 1893 года в Санкт-Петербурге в семье служащего.
В 1917 году окончил Московский сельскохозяйственный институт (ныне Российский государственный аграрный университет — МСХА им. К. А. Тимирязева).
В 1917—1925 годах работал в Наркомземе РСФСР. Принимал участие в ряде экспедиций с целью изучения флоры и растительности Монголии и Камчатки. Описал около 100 новых видов растений.
В 1926—1937 годах — сотрудник Института ботаники Московского государственного университета, одновременно преподавал ботанику в этом университете.
В 1937—1946 годах руководил ботаническим сектором Казахского филиала АН СССР, одновременно — профессор, заведующий кафедрой ботаники Казахского университета в городе Алма-Ате (с 1938 по 1948 год).
В 1946—1954 — директор Института ботаники Академии наук Казахской ССР.
В 1946—1952 — председатель Отделения биологических и медицинских наук Академии наук Казахской ССР.
В 1955 году подписал «Письмо трёхсот», ставшее причиной последующей отставки Лысенко с поста президента ВАСХНИЛ.
Скончался 27 апреля 1971 года, похоронен на Центральном кладбище Алматы.

## Научная деятельность
В течение всей своей жизни Н. В. Павлов был, главным образом, путешествующим, а не кабинетным ботаником и многие растительные ландшафты лично наблюдал и изучал в природе. Ещё студентом он посетил южные части Саратовской (1912) и Воронежской (1913) областей, а также Ленкоранское побережье Каспия (1914), работал в Тобольской губернии (1915—1916) и познакомился с Черноморским побережьем Кавказа (1917). Далее он исследовал юг Центральночернозёмной области (1918) в пределах бывших Нижегородской и Симбирской губерний, степи и пустыни Центрального Казахстана (1919—1921), южное Забайкалье и северную Монголию (1923—1924), леса и болота Валдайской возвышенности (1925) и Хангайскую горную страну в центральной Монголии (1926). Позднее последовательно изучал растительные ландшафты Казахстана, а именно: Семиречье (1928 и 1936), западный Тянь-Шань (1931, 1932, 1934, 1939—1940) и речные долины наиболее крупных рек Казахстана: Иртыша (1941—1942), Или (1943) и Урала (1944). В промежутке казахстанских путешествий провёл семь месяцев на западном берегу Камчатки (1935).

## Научные труды
Основные исследования посвящены изучению флоры и растительности Казахстана, а также изысканию и изучению дикорастущих полезных растений.
- Флора Центрального Казахстана, ч. 1—3 — [Кзыл-Орда], М.—Л., 1928—1938;
- Дикие полезные и технические растения СССР — М., 1942;
- Растительное сырьё Казахстана (Растения: их вещества и использование) — М.—Л., 1947 (Сталинская премия 1948);
- Ботаническая география СССР — Алма-Ата, 1948
- Флора Казахстана, т. 1-9 — Алма-Ата, 1956—1966 (совм. с др.);
- Природа и хозяйственные условия горной части Бостандыка / Под ред. акад. Н. В. Павлова. — Алма-Ата, 1956.
- Павлов Н. В. По Монголии: очерк экспедиции 1923-24  и 1926 гг. — Хабаровск: Книжное дело, 1930. — 340 с. — 3000 экз.
- Павлов Н. В. Владимир Леонтьевич Комаров / АН СССР. — М.—Л.: Изд-во АН СССР, 1951. — 292, [16] с. — (Биографии).

## Семья
- Сын — Вадим Николаевич Павлов (1929—2020) — советский и российский ботаник, член-корреспондент РАН (2000).

## Награды
- Сталинская премия второй степени (1948) — за научный труд «Растительное сырьё Казахстана» (1947)

## Виды растений, названные в честь Н. В. Павлова

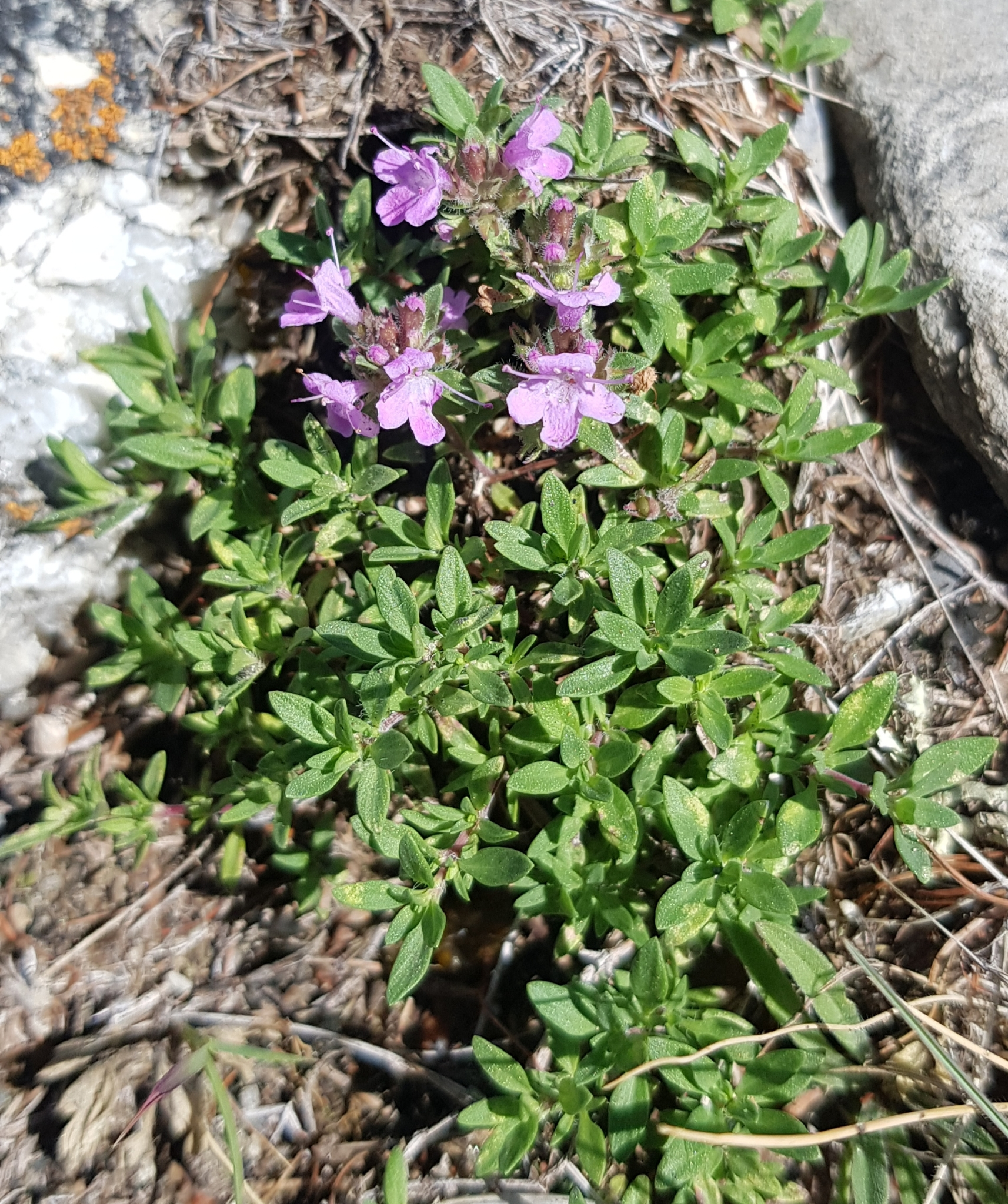
Тимьян Павлова (Thymus pavlovii)

Именем Николая Васильевича названы некоторые виды растений:
- Acantholimon pavlovii Lincz. (1980)
- Agropyron ×pavlovii Nevski (1930) [≡ ×Elyhordeum pavlovii (Nevski) Tzvelev]
- Alchemilla pavlovii Juz. (1929)
- Astragalus pavlovianus Gamajun. (1961)
- Calamagrostis pavlovii Roshev. (1932)
- Castilleja pavlovii Rebrist. (1964)
- Cousinia ×pavlovii Kupr., Lashch. & A.L.Ebel (2019) [≡ Arctium ×pavlovii (Kupr., Lashch. & A.L.Ebel) Sennikov]
- Delphinium pavlovii Kamelin (1975)
- Dracocephalum pavlovii Roldugin (1962)
- Hedysarum pavlovii Bajtenov (1956)
- Lappula pavlovii Golosk. (1975)
- Lepidium pavlovii Al-Shehbaz & Mumm. (2011)
- Oxytropis pavlovii B.Fedtsch. & Basil. (1929)
- Parrya pavlovii A.N.Vassiljeva (1969)
- Rubia pavlovii Bajtenov & Myrz. (1975)
- Senecio pavlovii Lipsch. (1931) [≡ Ligularia pavlovii (Lipsch.) Cretz]
- Taraxacum pavlovii Orazova (1966)
- Thalictrum pavlovii Reverd. (1955) [≡ Thalictrum minus subsp. pavlovii (Reverd.) N.Friesen]
- Thymus pavlovii Serg. (1953)